# 太陽周回軌道

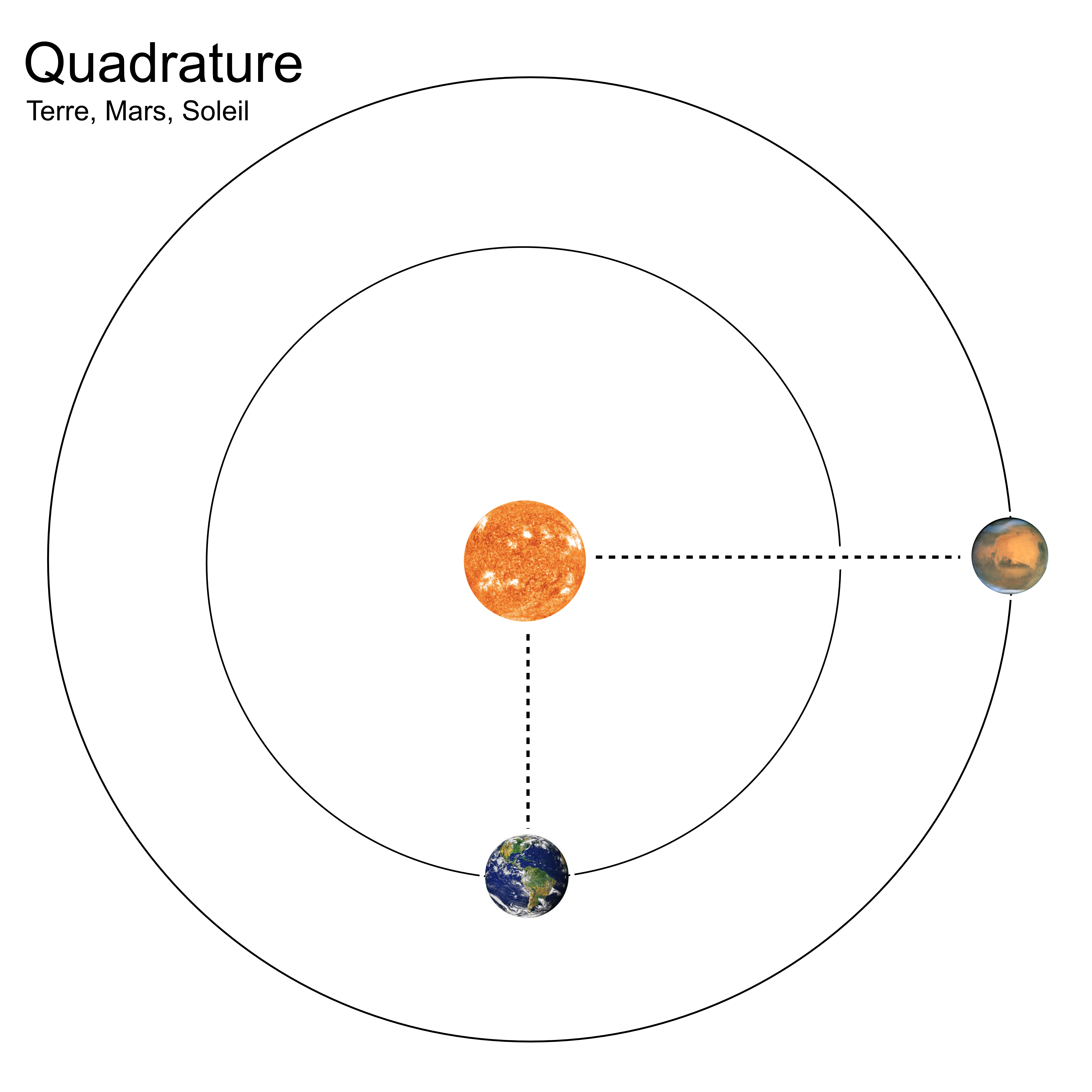
地球と火星の公転軌道

太陽周回軌道（たいようしゅうかいきどう、英語: heliocentric orbit）とは太陽を中心として周回する軌道（公転軌道）である。太陽系のすべての惑星、彗星、小惑星や多くの宇宙探査機や多くの人工的なスペースデブリが該当する。月の公転軌道は太陽周回軌道ではなく地球周回軌道であるが、地球の公転速度も含めて考えると太陽の影響の方が強い。
接頭語であるヘリオ（helio）とは古代ギリシャの太陽を表すヘリオに由来し、同時にギリシャ神話における太陽を擬人化したヘーリオスをも意味する。